# Truncatellina purpuraria
Truncatellina purpuraria is een slakkensoort uit de familie van de Vertiginidae. De wetenschappelijke naam van de soort is voor het eerst geldig gepubliceerd in 1993 door Hutterer & Groh.